# Kleinrückerswalde
Kleinrückerswalde ist ein Ortsteil der sächsischen Stadt Annaberg-Buchholz im Erzgebirgskreis.

## Geographie

### Geographische Lage und Verkehr
Kleinrückerswalde liegt etwa 1,5 Kilometer südöstlich von Annaberg im Erzgebirge in einer Quellmulde, aus der sich ein der Sehma zufließender Bach entwickelt. Nordöstlich des Ortes liegt der 832 m ü. NN hohe Pöhlberg, südsüdöstlich der 720 m ü. NN hohe Lerchenübel.
Durch den Ort führt Bundesstraße 95 Chemnitz–Oberwiesenthal, über Kommunalstraßen bestehen zudem Anschlüsse an Annaberg, Buchholz und die westlich verlaufende Bundesstraße 101. Kleinrückerswalde besaß eine Ladestelle an der ehemaligen Bahnstrecke Königswalde–Annaberg-Buchholz ob Bf.

### Nachbarorte
|          | Annaberg                                    | Geyersdorf  |
| Buchholz | Kompassrose, die auf Nachbargemeinden zeigt |             |
|          | Cunersdorf                                  | Königswalde |

## Geschichte

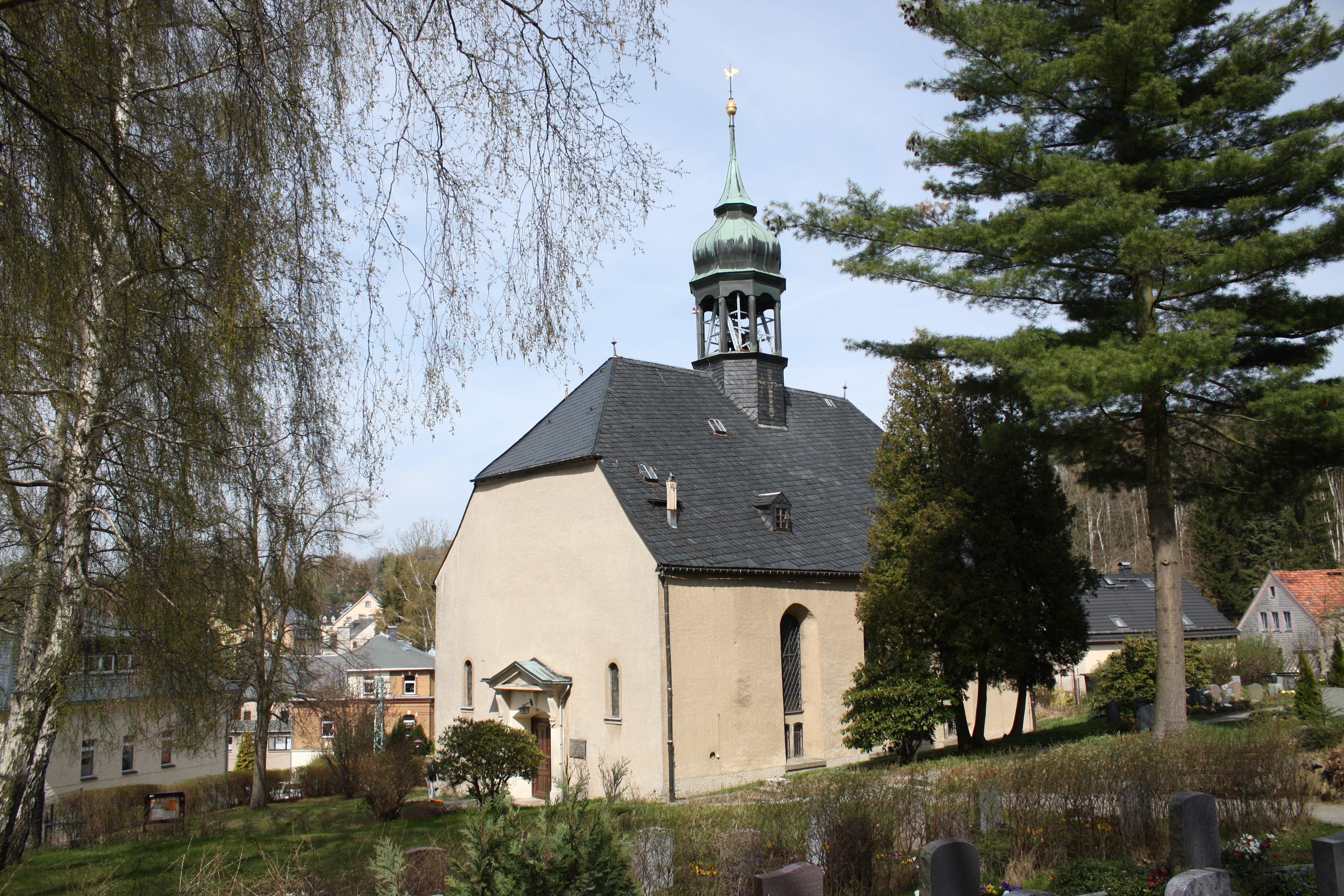
Martin-Luther-Kirche Kleinrückerswalde

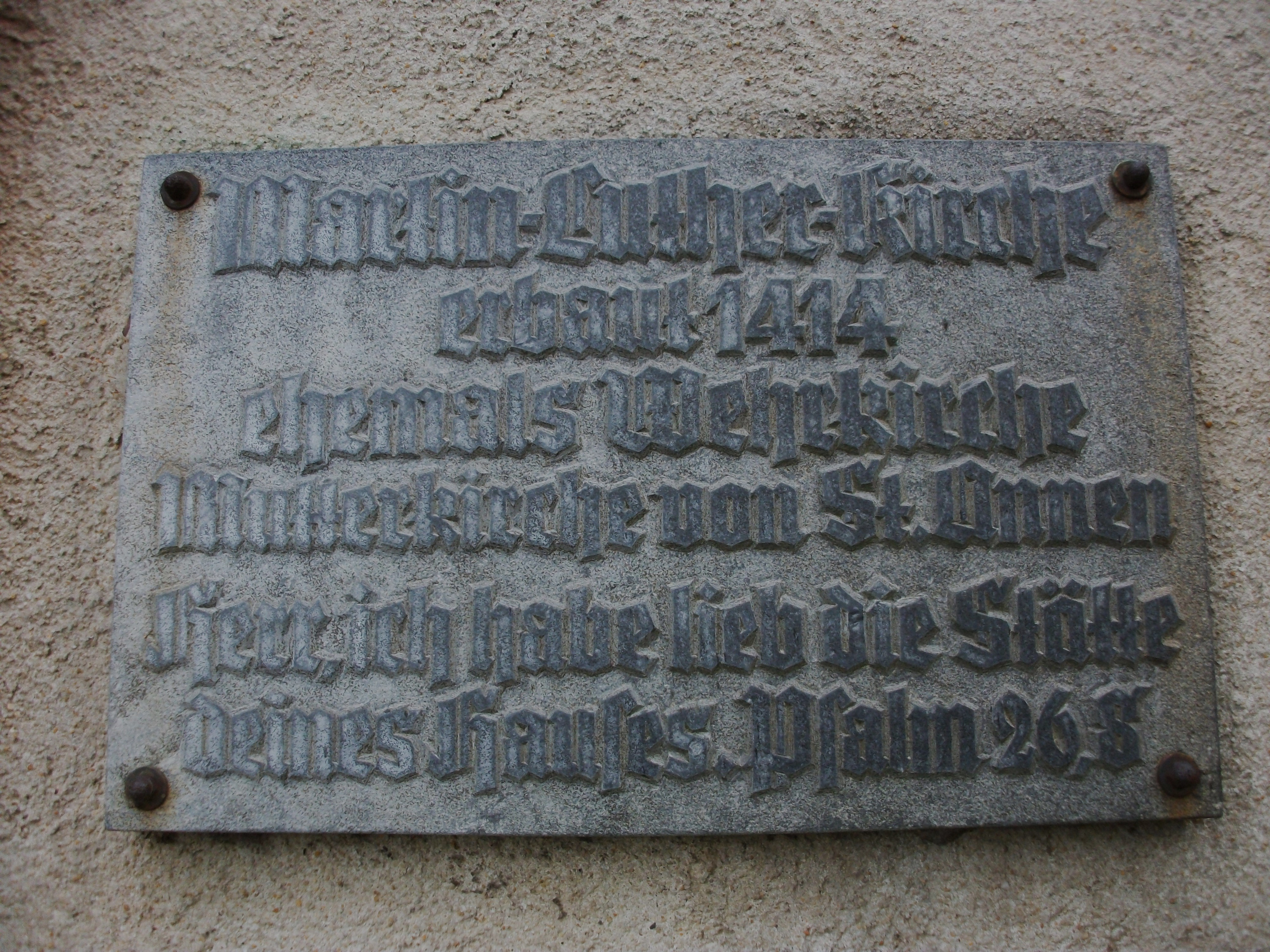
Martin-Luther-Kirche Kleinrückerswalde, Infotafel

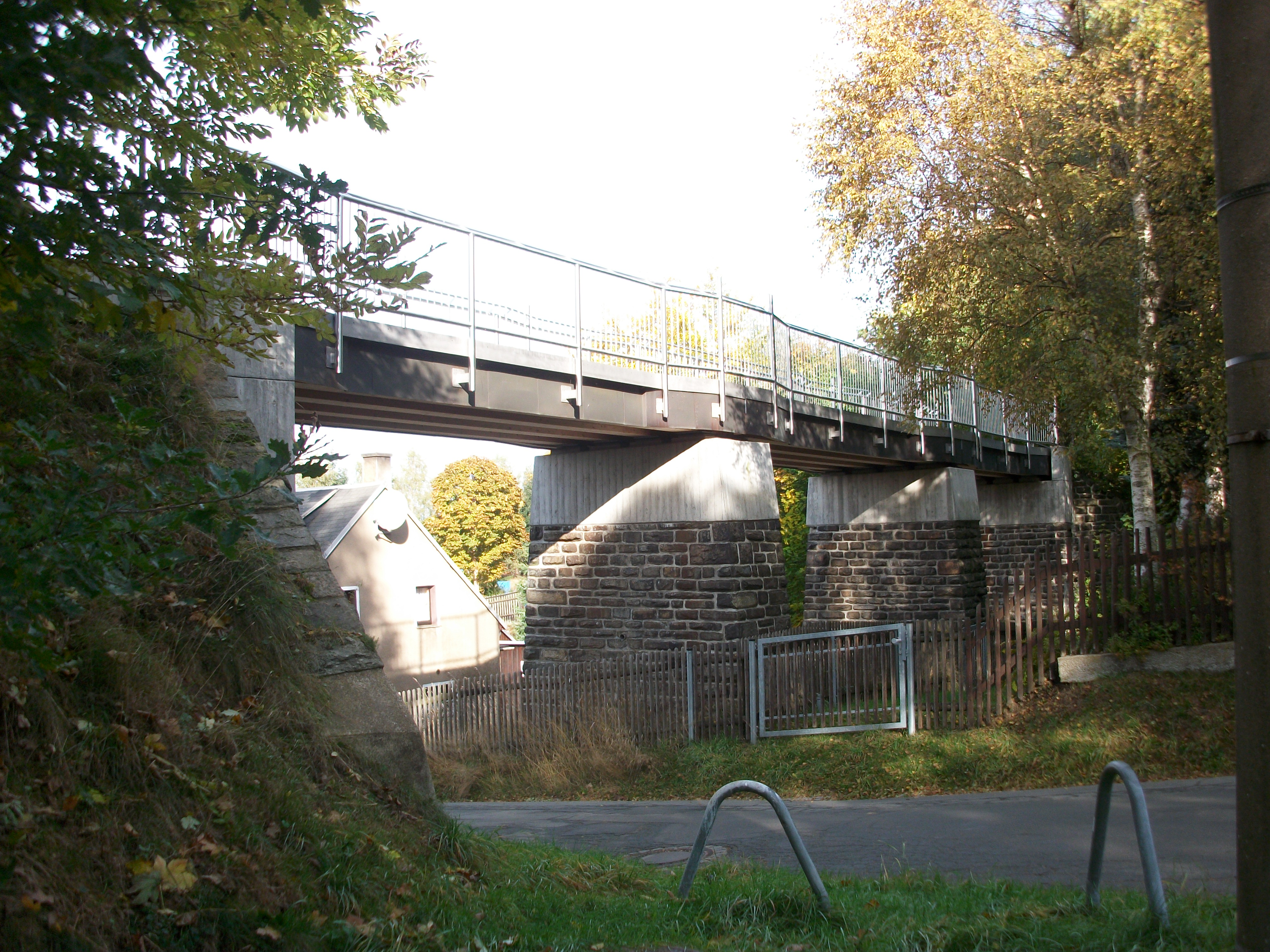
Kleinrückerswalde, Eisenbahnbrücke (2016)

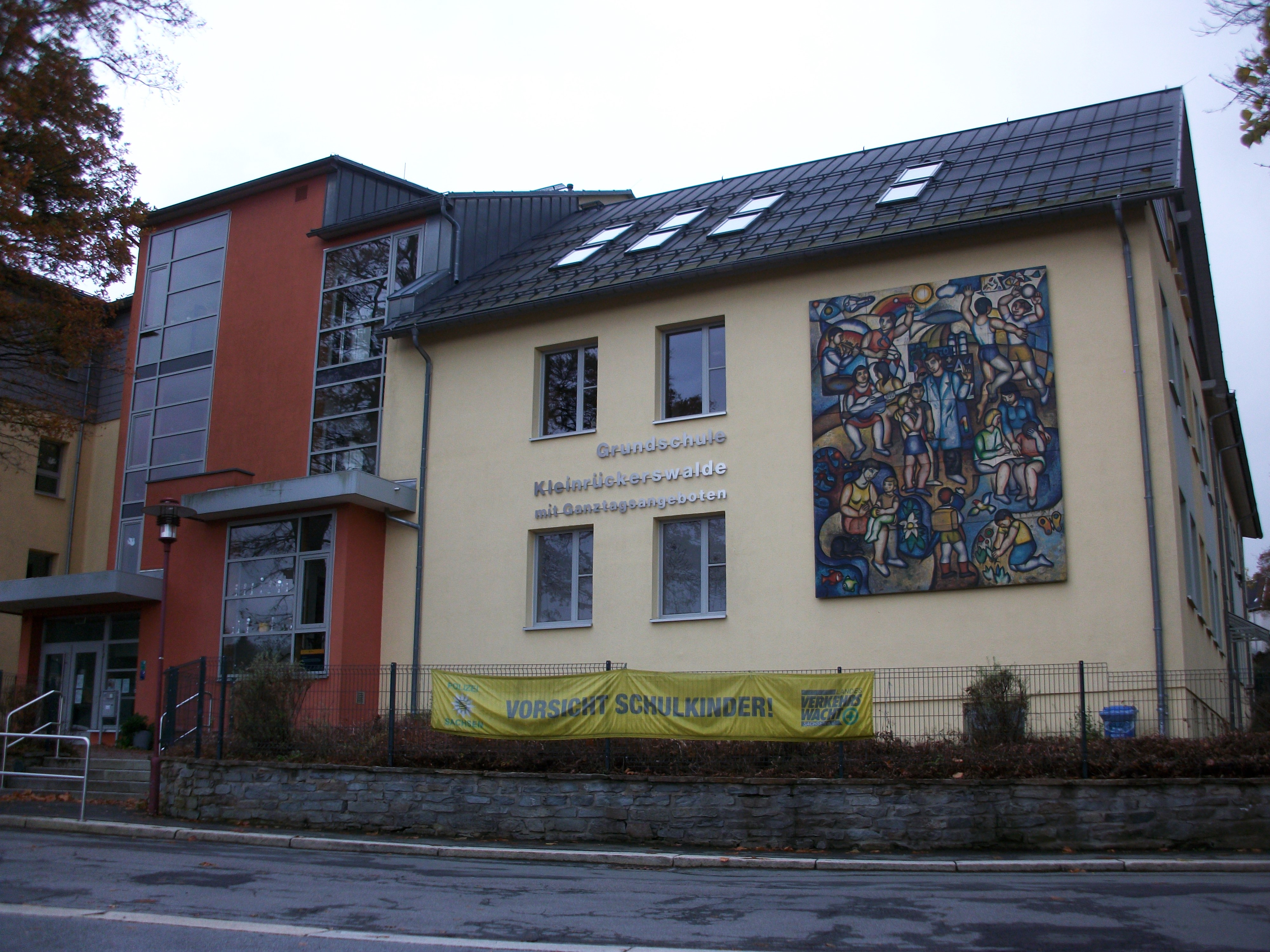
Grundschule Kleinrückerswalde

Die erste urkundliche Erwähnung datiert von 1397 als Ruckerßwalde. Das Waldhufendorf, das wohl nach einem Lokator Rüdiger benannt ist, ist nur noch zum Teil als solches erkennbar. Die Feldstreifen der südlichen Hälfte der Flur ziehen sich um den Pöhlberghang. Auf der nördlichen Flurhälfte von Kleinrückerswalde wurde nach ergiebigen Silberfunden ab 1496 die Stadt St. Annaberg gegründet. Diese breitete sich im Laufe der Jahrhunderte immer stärker in Richtung Kleinrückerswalde aus.
Kirchlich bildete der Ort bis 1506 eine eigenständige Parochie. Das Kirchgebäude – vermutlich als Wehrkirche errichtet – stammt aus den Anfangsjahren des 15. Jahrhunderts (1404 oder 1414). Der Chronist Christian Lehmann bemerkt hierzu:

„Die Kirche ist gantz steinern mit einem Überbau gebauet, daß man sich mit Steinen herunter wehren könen. Vor 100 Jahren [etwa um 1560] ist noch ein Stübchen auff der Kirchen u. ein Kasten mit Pfeilen zu sehen gewest, das sich von Hussiten her gesamlet […]“

Das Gebäude gilt als architekturlos und wurde in den Jahrhunderten seines Bestehens mehrfach verändert.
August Schumann nennt 1817 im Staats-, Post- und Zeitungslexikon von Sachsen Kleinrückswalde betreffend u. a.:

„Es hat 240 Einwohner, welche 131 Kühe besitzen, und meistens vom Bergbau und dem Spitzenklöppeln leben. Der Ort hat eine Filialkirche von der Hospitalkirche zu Annaberg.
Dieses Dorf ist weit älter als die Stadt Annaberg, hieß ehemals Rockerswalde und gehörte vor dem J. 1400 zu der Herrschaft Palberg, die einem Grafen von Schlick zugehörte, und an die Herren von Schönburg-Waldenburg mit Wolkenstein, später aber, im J. 1414 an den Markgrafen von Meissen verkauft wurde. […] Es war in derselben nur eine Kirche, nämlich die zu Rückerswalde. Bei Erbauung und dem Aufnehmen der Stadt Annaberg änderte es sich aber. Der damalige Pfarrer zu Klein-Rückerswalde (Gutkös) wurde im J. 1497 Pfarrer in Annaberg und die sonst so ansehnliche Pfarrkirche zu Kleinrückswalde wurde, nebst allen ihren eingepfarrten, […] Ortschaften, Gerechtigkeiten und Einkommen, der Kirche oder Pfarre zu St. Annaberg einverleibt, laut Rathsvergleich vom J. 1506 und Bischöfflicher Confirmation vom J. 1514. […]
Im J. 1570 wurde das Dorf dem Annaberger Rathe von Kurfürst August abgekauft und zum Mühlamte Annaberg geschlagen.“

Albert Schiffner ergänzt bzw. korrigiert 1830 u. a.:

„Es ist übrigens falsch, wenn im Lex. das Mühlenamt als aufgehoben dargestellt wird; denn es bestehet noch für sich, obwohl im wolkenst. Schlosse und unterm wolkenst. Amtmann. Die Herrsch. Balbergk […] konnte nicht an die von Schönburg-Waldeb. verkauft w., da diese damals noch nicht existirten; sondern die Käufer waren die von Schönburg auf Hassenstein in Böhmen, u. erst August stiftete 1570 das Mühlenamt aus den 3, dem annabgr. Rath abgekauft Hauptdrfn. der Herrschaft.“

Am 1. August 1906 wurde nahe dem östlichen Ortsende die gleichnamige Ladestelle an der Bahnstrecke Königswalde–Annaberg-Buchholz ob Bf eingerichtet, hier fand bis zur offiziellen Einstellung des Betriebes am 1. Mai 1995 lediglich Güterverkehr statt.
Am 1. Januar 1912 wurde Kleinrückerswalde nach Annaberg eingemeindet.

## Entwicklung der Einwohnerzahl
| Jahr    | Einwohnerzahl                                        |
| ------- | ---------------------------------------------------- |
| 1547/51 | 19 besessene Mann, 25 Gärtner, 20 Inwohner, 10 Hufen |
| 1764    | 16 besessene Mann, 7 Gärtner, 13 Häusler, 10 Hufen   |
| 1834    | 389                                                  |

| Jahr | Einwohnerzahl |
| ---- | ------------- |
| 1871 | 857           |
| 1890 | 921           |
| 1910 | 1901          |